# Nati nel 1560

## Gennaio(3)
- 17 gennaio - Gaspard Bauhin, botanico svizzero († 1624)
- 20 gennaio - Johannes Christoph Harpprecht, giurista tedesco († 1639)
- 29 gennaio - Scipione Dentice, compositore italiano († 1633)

## Marzo(2)
- 13 marzo - Guglielmo Luigi di Nassau-Dillenburg, conte († 1620)
- 21 marzo - Paolo Emilio Sfondrati, cardinale e vescovo cattolico italiano († 1618)

## Aprile(1)
- 27 aprile - Ascanio Colonna, cardinale e vescovo cattolico italiano († 1608)

## Maggio(1)
- 5 maggio - Guido Pepoli, cardinale italiano († 1599)

## Giugno(2)
- 25 giugno - Juan Sánchez Cotán, pittore e monaco cristiano spagnolo († 1627)
- 28 giugno - Giovanni Paolo Lascaris di Ventimiglia e Castellar, principe († 1657)

## Luglio(1)
- 1º luglio - Charles III de Croÿ, nobile e militare belga († 1612)

## Agosto(5)
- 7 agosto - Erzsébet Báthory, nobildonna ungherese († 1614)
- 8 agosto - Pietro Durazzo, doge († 1631)
- 18 agosto - Maria di Gesù López de Rivas Martínez, religiosa spagnola († 1640)
- 19 agosto - James Crichton, scienziato, poeta e matematico scozzese († 1582)
- 28 agosto - Michel de Marillac, politico, giurista e economista francese († 1632)

## Settembre(3)
- 4 settembre - Carlo I del Palatinato-Zweibrücken-Birkenfeld, nobile († 1600)
- 13 settembre - Benedetto da Urbino, presbitero e predicatore italiano († 1625)
- 19 settembre - Thomas Cavendish, navigatore, esploratore e corsaro inglese († 1592)

## Ottobre(2)
- 17 ottobre - Ernesto Federico di Baden-Durlach, nobile tedesco († 1604)
- 29 ottobre - Cristiano I di Sassonia, principe († 1591)

## Novembre(6)
- 3 novembre - Annibale Carracci, pittore italiano († 1609)
- 10 novembre - Giacomo Cenna, storico italiano
- 11 novembre - Alfonsino d'Este, nobile italiano († 1578)
- 14 novembre - Scipione di Manzano, umanista e letterato italiano († 1596)
- 22 novembre - Carlo d'Austria, nobile e militare austriaco († 1618)
- 28 novembre - Baltasar de Marradas, militare e politico spagnolo († 1638)

## Dicembre(3)
- 3 dicembre - Jan Gruter, filologo, antiquario e storico fiammingo († 1627)
- 8 dicembre - Bernardino Stefonio, gesuita, umanista e drammaturgo italiano († 1620)
- 25 dicembre - Pietro Paolo Navarro, religioso italiano († 1622)

## Senza giorno specificato(89)
- Ottavio Acquaviva d'Aragona, cardinale e arcivescovo cattolico italiano († 1612)
- Miquel Agustí, religioso spagnolo († 1630)
- Aegidius Albertinus, scrittore tedesco († 1620)
- Alessandro Allegri, letterato italiano († 1629)
- Ilario Altobelli, astronomo e religioso italiano († 1637)
- Diego Álvarez de Paz, religioso spagnolo († 1620)
- Felice Anerio, compositore italiano († 1614)
- Giulio Arese, nobile e politico italiano († 1627)
- Giovanni Balducci, pittore italiano
- Bartolomeo Agricola, religioso italiano († 1621)
- Bhagat Sunder, poeta e mistico indiano († 1610)
- Merga Bien, tedesca († 1603)
- Ali Bitchin, corsaro italiano († 1645)
- Giovanni Antonio Bovio, vescovo cattolico e teologo italiano († 1622)
- William Brade, compositore, violinista e gambista inglese († 1630)
- Giovanni Battista Brivio, vescovo cattolico italiano († 1621)
- Giulio Calvi, pittore italiano
- Bartolomeo Carducci, architetto e pittore italiano († 1608)
- Robert Carey, I conte di Monmouth, nobile e politico inglese († 1639)
- Giorgio X di Cartalia, re († 1606)
- Guillaume Catel, storico francese († 1626)
- Lazzaro Cattaneo, missionario italiano († 1640)
- Jan Karol Chodkiewicz, militare polacco († 1621)
- Giovanni Battista Ciotti, editore e tipografo italiano († 1625)
- Giovanna di Coesme, nobile francese († 1601)
- Andrea Commodi, pittore italiano († 1638)
- Giovanni Luca Conforti, compositore italiano († 1608)
- Oswald Croll, alchimista, medico e farmacista tedesco († 1609)
- Bernardo Cybo Clavarezza, doge († 1627)
- Felice Damiani, pittore italiano († 1608)
- Marco Antonio de Dominis, arcivescovo cattolico, teologo e scienziato dalmata († 1624)
- Federico De Franchi Toso, doge († 1630)
- Thomas Fairfax, I lord Fairfax di Cameron, militare, diplomatico e politico scozzese († 1640)
- Pedro Fernández de Castro, politico spagnolo († 1622)
- Martin de Funes, religioso spagnolo († 1611)
- Furuta Shigekatsu, militare giapponese († 1606)
- Antonio Gandino, pittore italiano († 1631)
- Gerasimo I di Alessandria, arcivescovo ortodosso greco († 1636)
- Giovanni Gualtieri, vescovo cattolico italiano († 1619)
- Paolo Guidotti, pittore, scultore e architetto italiano († 1629)
- Thomas Harriot, astronomo, traduttore e matematico inglese († 1621)
- Francis Hastings, barone Hastings, nobile inglese († 1595)
- Valentin Haussmann, compositore tedesco († 1614)
- Kabayama Hisataka, militare giapponese († 1634)
- Ichijō Tadamasa, militare giapponese († 1580)
- Lieven de Key, architetto fiammingo († 1627)
- Kyōgoku Takatsugu, militare giapponese († 1609)
- Charles Le Beauclerc, politico e nobile francese († 1630)
- Antoine de Loménie, politico e diplomatico francese († 1638)
- Florence MacCarthy, militare e nobile irlandese († 1640)
- Beatriz de Menezes († 1603)
- John Minsheu, linguista e lessicografo inglese († 1627)
- Giulio Monterenzi, vescovo cattolico e funzionario italiano († 1623)
- Giovanni Niccolò, gesuita italiano († 1626)
- Robert Norman, marinaio britannico († 1596)
- Juan Domínguez Palermo, militare e politico spagnolo († 1635)
- Thomas Percy, politico inglese († 1605)
- Giovanni di Persia, diplomatico, scrittore e nobile persiano († 1604)
- Flaminio Ponzio, architetto italiano († 1613)
- Anton Praetorius, religioso e scrittore tedesco († 1613)
- Remigius van Rheni, pittore fiammingo
- Alonso de Ribera, militare spagnolo († 1617)
- Domenico Robusti, pittore italiano († 1635)
- Simão Rodrigues, pittore portoghese († 1629)
- Ivan Nikitič Romanov, nobile russo († 1640)
- Fabio Ronzelli, pittore italiano († 1630)
- Giovanni Battista Salvago, vescovo cattolico italiano († 1632)
- Giacomo Sannesio, cardinale e vescovo cattolico italiano († 1621)
- Margherita Sarrocchi, poetessa italiana († 1617)
- François Savary de Brèves, ambasciatore e orientalista francese († 1628)
- Jacques Savary de Lancosme, ambasciatore francese († 1627)
- Andrea Scutellari, pittore italiano
- Ksenija Ivanovna Šestova, nobile russa († 1631)
- Francesco Silva, scultore svizzero († 1643)
- Sebastião Rodrigues Soromenho, esploratore e cartografo portoghese († 1602)
- Suetsugu Motoyasu, militare giapponese († 1601)
- Bartolomeo Tortoletti, poeta e scrittore italiano († 1648)
- Anne Vavasour, nobildonna inglese († 1650)
- Fabrizio Verallo, cardinale e vescovo cattolico italiano († 1624)
- Francis Vere, militare inglese († 1609)
- Pirro I Visconti Borromeo, nobile, mecenate e militare italiano († 1604)
- Antonio Viviani, pittore italiano († 1620)
- Tobias Volckmer, orologiaio tedesco († 1629)
- Gaspar de Zúñiga, nobile spagnolo († 1606)
- Annibale d'Afflitto, arcivescovo cattolico italiano († 1638)
- Anne de Joyeuse, nobile francese († 1587)
- Pedro de Oña, vescovo cattolico, filosofo e teologo spagnolo († 1626)
- Adriaen de Vries, scultore olandese († 1626)
- Baltazar Álvares, architetto e gesuita portoghese († 1630)